# Pinheiro (Penafiel)
Pinheiro ist ein Ort und eine ehemalige Gemeinde (Freguesia) im Norden Portugals.
Pinheiro gehört zum Kreis Penafiel im Distrikt Porto. Die Gemeinde hatte eine Fläche von 4,8 km² und 2415 Einwohner (Stand 30. Juni 2011).
Am 29. September 2013 wurden die Gemeinden Pinheiro, Portela und Paredes zur neuen Gemeinde Termas de São Vicente zusammengeschlossen. Pinheiro ist Sitz dieser neu gebildeten Gemeinde.